# Ânkhésenpaaton Tasherit
Ânkhésenpaaton Tasherit (Ânkhésenpaaton la petite) serait la fille d'Ânkhésenpaaton, troisième fille du pharaon Akhenaton, mariée à son propre père. Celui-ci serait donc à la fois son père et son grand-père.
Cette hypothèse repose sur des inscriptions retrouvées à Hermopolis, et provenant de la capitale proche d'Akhetaton, notamment :
« La fille royale qui appartient à son corps, Ânkhésenpaaton, puisse-t-elle vivre ! et la fille royale qui appartient à son corps, sa bien-aimée, Ânkhésenpaaton la petite. »
— C. Lalouette, p. 528
Dans la continuité de cette hypothèse, il n'est pas invraisemblable de penser que ce soit Ânkhésenpaaton « la petite » qui ait épousé plus tard le roi Toutânkhamon. Dans l'état actuel des recherches, il est impossible d'avoir de certitude à ce sujet.